# 国民経済計算
国民経済計算（こくみんけいざいけいさん、英語: System of National Accounts、SNA）とは、一国の経済の状況について、生産、消費・投資などのフロー面や、資産、負債などのストック面を体系的に記録したもの。 
国際連合は、各国の経済活動を比較できるよう統一した基準を定めており (United Nations System of National Accounts, UNSNA) 、国民経済計算はこの基準に基づいて作成されている。最新の基準は2008年に採択された2008SNAとなる。
国民経済計算では、生産と所得の分配状況や、所得をどこから受け取りどこ向けに消費したか等を見ることができる。なお、実質経済成長率の指標としてよく使われる国内総生産 (GDP) は、1993SNAの中の項目の一つ。

## 日本における統計
日本は2016年（平成28年）7-9月期の第2次速報より2008SNAに基づく指標へと改定した。それ以前の基準は1993年に採択された1993SNAで、日本は2000年（平成12年）に1993SNAに基づく指標へと改定し、2016年7-9月期の第1次速報まで用いていた。その前は1968SNAで、更にその前は1953SNA。国勢調査を初めとする様々な一次統計と、統計学を利用した推計を駆使した二次統計。取り纏めは内閣府。
公表時期
国民経済計算の全体系は、当該年度終了の2年後に年報の形で発表される。しかし、これでは直近の景気動向を把握することができないため、別途四半期ごとの国内総生産を推計し、当該四半期終了の約1か月半後に第一次速報が、約2か月半後に第二次速報値を発表している。
12月中旬に前年度の国内総生産の確報が発表されるが、その後も新たな統計情報の追加や推計方法の変更などによって過去の公表値に修正が加わることがある。

## 用語
- 三面等価の原則
一国における経済活動の規模は、生産、支出、分配の三つの面から把握でき、これらは必ず等しくなるので、「三面等価の原理原則」と呼ばれる。国内で生産された財やサービスは必ず何かの用途に利用され生産と同額の支出が行われる。生産で生まれた付加価値は、全て誰かに帰属しているので、賃金や利潤などに分配される。このため国内総生産 (GDP) は、企業などの生産活動の側から見ても、家計の個人消費や企業の設備投資などの支出側から見ても同額になる。従って国内総生産と国内総支出 (GDE) は等しくなる。
実際の統計では誤差があるため、生産側からの推計値と支出側からの推計値を一致させるために、統計上の不突合という調整項目を計上して、二つの側面から推計したGDPが一致するようにしてある。日本の国民経済計算では、2004年度確報（平成16年度確報）から、国内総支出という表記を止め、国内総生産（支出側）と呼ぶようになった。雇用者報酬や営業余剰・混合所得など分配面からの国内総生産は国内総生産（生産側）と表記されている。

- 国内総生産
国内で生産された付加価値額の合計。内訳は、
国内総生産＝雇用者所得＋営業余剰＋固定資本損耗＋生産・輸入品にかかる税－補助金
詳細は国内総生産を参照。
  - 国内純生産
国内総生産から、固定資本減耗を除いたもの。

- 国内総支出

国内で生産された付加価値額が、家計最終消費や政府最終消費、資本形成などにどのくらい支出されたかを表す。
国内総支出は需要面からは大きく、民間最終消費支出、政府最終消費支出、総資本形成、財貨・サービスの純輸出に分けられている。総資本形成は、民間住宅投資、民間企業設備投資、公的固定資本形成、民間在庫品増加、公的在庫品増加に分けて見ることが多い。財貨・サービスの純輸出も、財貨・サービスの輸出と財貨・サービスの輸入に分けて分析されることが一般的である。
民間最終消費支出には、対家計民間非営利団体最終消費支出が含まれており、家計の消費行動という意味では、家計最終消費支出の動きを見るべきである。また、家計最終消費支出には、持ち家の保有から自動的に支出が決まる持ち家の帰属家賃が含まれているため、家計の消費意欲や所得の変動による消費の動きをみる上では、家計最終消費支出（除く持ち家の帰属家賃）の動きに注目することがある。
- 連鎖指数

2004年12月より取り入れられた手法。毎年の伸び率を元に指標を作成する。詳細は指数を参照。
- 帰属計算

借家の賃貸料は家計の消費支出に計上されるが、持ち家の場合は実際には賃貸料は支払われない。しかし、持ち家に住んでいた人同士が家を借りあうという場合を考えると、それ以前に比べて消費生活が向上するわけでもないのに、GDPが増加してしまうという不合理が発生する。そこで、国民経済計算では、持ち家に居住している場合には、所有者が自分に家賃を払っているとみなして家賃の推計額を家計の消費支出と所得に計上し、こうした問題の発生を防止している。これを帰属家賃と呼ぶ。なお、日本の帰属家賃については、従来「推計が過大ではないか」という議論があり、2005年末に行われた2000年基準（平成12年基準）への改定で、推計方法の改善が行われた。
また、農家が市場に出荷せずに自家消費した分も推計され、GDPへ加算される。
- 基準改定

基礎資料となる、国勢調査や産業連関表等が5年に1度公表されていること、消費者物価指数等が5年に1度基準改定を行っていることから、国民経済計算も基礎資料の入れ替えなどの大幅な改定を5年に1度、行っている。この大幅な改定を基準改定と呼ぶ。
- 一般政府部門（General government sector）

対象とする集団における、個人もしくは集団としての消費、法的に義務付けられた金銭的支払い、さらに国家によって行われる収入と富の再分配が含まれる 。一般政府はさらに、中央政府、州政府、地方政府、社会保障基金の４つに細分される。